# رينا تيرندل
رينا تيرندل (باليابانية: トリンドル 玲奈) ، هي ممثلة يابانية وعارضة أزياء ، ولدت بتاريخ 23 يناير 1992م في العاصمة النمساوية فيينا ، وبدأت حياتها الفنية عام 2000م ، وهي تعيش الآن في اليابان. تارينتو.

## أعمالها
- صدرت الفيلم بتاريخ 28 يونيو عام 2014م ، وكانت مشاركتها الثانية في فيلم «جو-أون: بداية النهاية» ، وفي 11 نوفمبر عام 2013م ، شاركت رينا في فيلمها الأول الفتيان السيئون جاي الفيلم: ساغو ني ماميرو مونو (劇場版 BAD BOYS J-最後にまもるもの-) .